# Aibes
Aibes település Franciaországban, Nord megyében. Lakosainak száma 357 fő (2022. január 1.). Aibes Colleret, Cousolre, Quiévelon, Obrechies, Choisies, Solrinnes és Bérelles községekkel határos.

## Népesség
A település népességének változása:
| Lakosok száma | 378  | 379  | 380  | 370  | 369  | 372  | 371  | 364  | 357  |
|               | 2013 | 2015 | 2016 | 2017 | 2018 | 2019 | 2020 | 2021 | 2022 |